# LOL
LOL(lol)은 주로 미국의 인터넷 사용자들이 유즈넷 시절부터 사용하는 웃음을 표현하기 위한 새로운 속어이다.  그 근원은 "laugh out loud", "laughing out loud"의 약자이기도 하며(뜻은 "소리내어 웃다"이다.), 사람의 형상을 한 이모티콘이기도 하다. 다른 약자로는 "lots of laughter", "lots of laughs" 또는 "laugh online"이기도 하지만 많이 사용되지는 않는다. LOL를 발음할 때는 철자를 읽어 "엘오엘" 혹은 "라울", "로울" 로 말하면 된다. 'lulz' 'lolz' 등으로 변형하여 쓰기도 한다. 한편 LOL은 ‘lots of love’의 뜻으로 쓰이기도 한다. 리그 오브 레전드 게임의 뜻도 있다

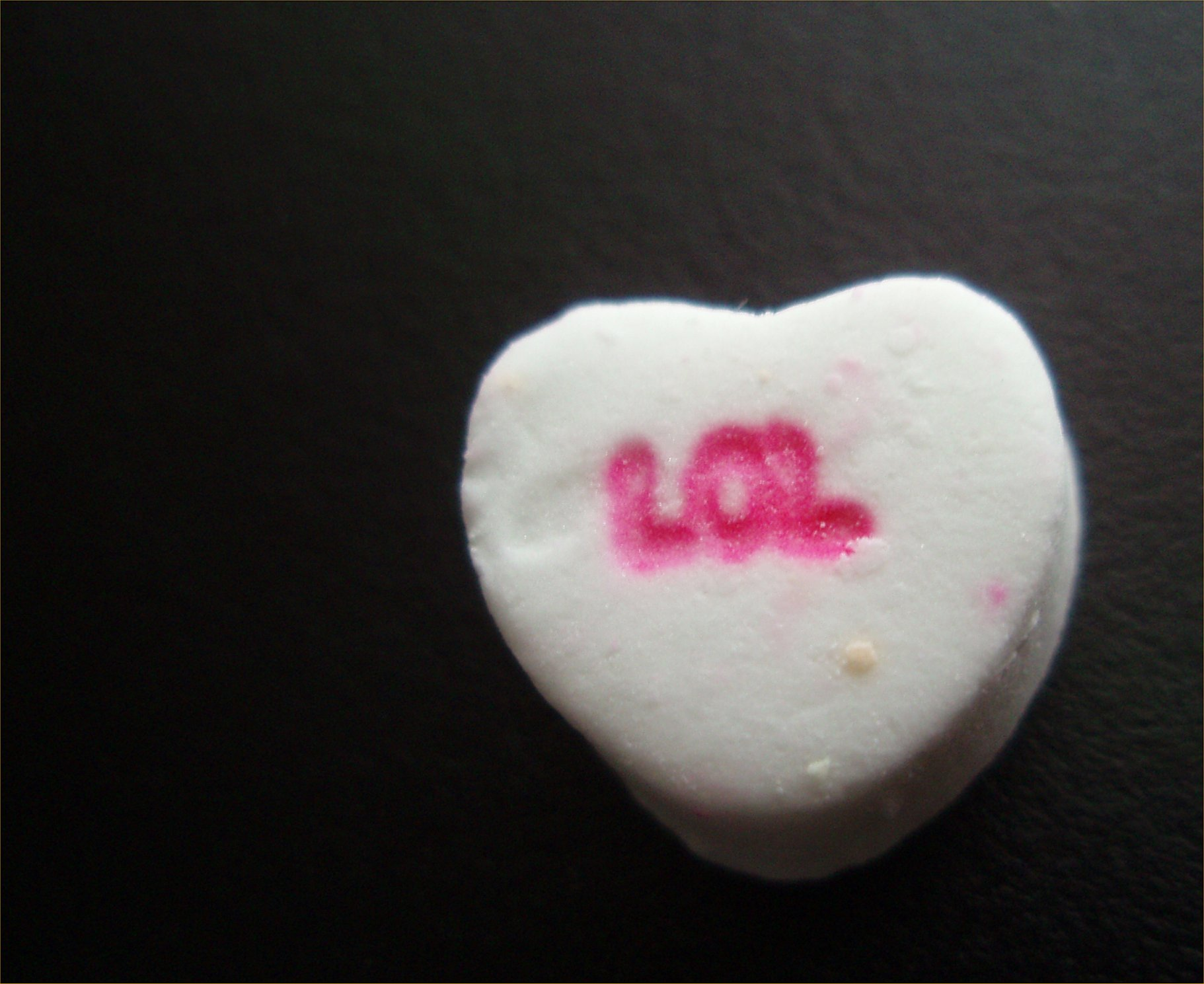
사탕에 보이는 LOL

LMAO("laugh(ing) my ass off"), ROFL, 또 더 오래된 형태의 ROTFL 등의 표현도 사용된다.

## lol internet
lol internet(롤 인터넷)은 미국 커뮤니티 사이트 YTMND에서 탄생된 미국의 인터넷 유행 중 하나이다. 맥도날드의 로날드 맥도날드가 차를 운전하며 손을 뻗으면서 "lol, internet!"이라 외치는 애니메이션과 그곳에 유로비트 음악 "Running In The 90's"가 사용되었으며 이후 그것이 패러디되면서 유행으로 등극한다. 아직 무슨 의미인지는 알 수 없는 상태이다.
이것은 여러가지로 패러디 되었는데 기존의 "lol, internet!"을 예를 들자면 "lol, speed up!", "lol, happy!"등으로 바꾸는 것이다.

## 같이 보기
- 인터넷 밈
- 리트 (인터넷)